# Верхнее Альмурзино
Ве́рхнее Альму́рзино (тат. Югары Әлморза) — село в Алькеевском районе Республики Татарстан, в составе Юхмачинского сельского поселения.

## История
В «Списке населенных мест по сведениям 1859 года», изданном в 1866 году, населённый пункт упомянут как казённая деревня Верхнее Альмурзино 1-го стана Спасского уезда Казанской губернии. Располагалась при реке Черемшане, по правую сторону большого коммерческого Самарского тракта, в 68 верстах от уездного города Спасска и в 39 верстах от становой квартиры во владельческом селе Воскресенское (Гусиха). В деревне в 67 дворах жили 477 человек (229 мужчин и 248 женщин). Была мечеть.

## Население
| 1782 | 1859 | 1897 | 1908 | 1926 | 1938 | 1949 | 1958 | 1970 | 1979 | 1989 | 2002 | 2010 | 2015 |
| ---- | ---- | ---- | ---- | ---- | ---- | ---- | ---- | ---- | ---- | ---- | ---- | ---- | ---- |
| 64   | 477  | 662  | 788  | 550  | 518  | 552  | 571  | 807  | 723  | 518  | 434  | 374  | 365  |

Национальный состав села — татары.